# Phlox (personaggio)
Il Dottor Phlox è un personaggio immaginario dell'universo fantascientifico di Star Trek. Interpretato dall'attore John Billingsley, appare nella serie televisiva Star Trek: Enterprise. Phlox è un Denobulano ed è il medico di bordo dell'astronave Enterprise NX-01.

## Storia del personaggio
Phlox proviene dal pianeta Denobula. Nel 2151 si trovava sulla Terra per uno scambio medico interspecie quando venne chiamato per essere imbarcato sull'Enterprise. Il suo corrispondente su Denobula dello scambio interspecie è il dottor Lucas, a cui Phlox scrive lettere regolarmente durante la missione.
Ha una vasta cultura scientifica, possiede svariate lauree in diversi campi della medicina e della biologia e ha partecipato a diversi scambi culturali per accrescere le sue conoscenze. Ha anche molta esperienza, in quanto afferma di esercitare la professione da più di quarant'anni. Non si conosce con precisione la sua età, ma si suppone abbia tra i sessanta e settant'anni, quindi ancora relativamente giovane (i Denobulani sono una specie piuttosto longeva).
Il medico ha una carattere socievole ed estremamente ottimista (anche nelle situazioni più disperate), è portato ad avere una mente aperta nei confronti delle altre specie e razze ed è assai curioso verso le abitudini umane. Nell'infermeria vi sono moltissimi animali alieni che il medico utilizza per le loro qualità medicinali. Phlox ha uno strano senso dello humour, spesso incompreso, ed è un medico così zelante e disponibile da risultare talvolta fastidioso ed invadente, seppur rimanga un personaggio molto simpatico. È dotato di straordinarie abilità fisiche che si sono rivelate con il tempo. Necessita di poco riposo potendo rimanere a lungo sveglio, tuttavia ogni anno deve mettersi in una sorta di letargo per circa una settimana. Ha un controllo dei muscoli facciali molto superiore a quello umano, infatti è in grado di aprire la propria bocca molto più di un Umano. Ha inoltre la capacità di gonfiare il proprio volto per spaventare un eventuale assalitore.
Phlox è fedele all'etica medica denobulana che, a differenza di quella umana, impedisce ai medici di curare un malato contro la sua volontà, anche se talvolta si è visto costretto a trasgredire a questo principio.
Come la maggior parte dei Denobulani, Phlox ha tre mogli (e ognuna di loro ha altri due mariti) dalle quali ha avuto cinque figli. Le sue due figlie maggiori, di cui va molto fiero, hanno seguito le orme paterne diventando medici, mentre Mathus, il figlio minore, si è aggregato a una minoranza che ancora nutre odio verso gli Antariani (vecchi nemici dei Denobulani) e per questo si è allontanato dalla famiglia, tanto che ha smesso di parlare con il padre da più di dieci anni.
Dopo T'Pol, Phlox è il solo alieno a bordo dell'Enterprise, e inizialmente fatica a inserirsi poiché i membri dell'equipaggio tendono a escluderlo; ciononostante mantiene un atteggiamento calmo e positivo verso tutti (solo in un paio di occasioni gli è capitato di perdere la pazienza). In genere non si lascia mai coinvolgere in relazioni sentimentali, anche se nella prima stagione era nato qualcosa fra lui e la marinaia Katler, una donna del suo staff medico, con cui stringerà in seguito un'amicizia; in rare occasioni sembra essere attratto da T'Pol, con cui fin instaura un rapporto di fiducia e dialogo.
Sebbene sia entusiasta del suo incarico sull'Enterprise e si sia col tempo affezionato all'equipaggio, rimane molto legato alla sua famiglia e non fa mistero di avere nostalgia di casa, promettendosi di ritornarci una volta finita la missione.

## Interpreti
Il Dottor Phlox è interpretato dall'attore statunitense John Billingsley, che lo impersona in 90 dei 98 episodi della serie televisiva Star Trek: Enterprise, dal 2001 al 2005.
Nell'edizione in lingua italiana di Star Trek: Enterprise, il Dottor Phlox viene doppiato da Franco Mannella.

## Filmografia
- Star Trek: Enterprise - serie TV, 90 episodi (2001-2005)

## Videogiochi
- Star Trek Timelines (2020)

## Omaggi
- Nel videogioco Star Trek Online appare la nave stellare di Classe Galaxy (la medesima classe della USS Enterprise NCC-1701-D di Star Trek: The Next Generation) USS Phlox NCC-70637. La USS Phlox è comandata dal capitano Benzite N'Verix, lei e l'equipaggio della nave sono in spedizione nel settore Rator, nelle vicinanze del sistema Chulan, per una missione archeologica.